# Верхнерусское
Верхнеру́сское — село в Шпаковском районе (муниципальном округе) Ставропольского края России.

## Название
Название села происходит из того факта, что возле села находится начало реки Русской.

## География
Расстояние до краевого центра — 7 км; до районного центра — 10 км. Расстояние до ближайшей железнодорожной станции — 5 км; до ближайшего аэропорта — 20 км.

## История
Дата основания: 1877 год
7 мая 1992 года Малый Совет Ставропольского краевого Совета народных депутатов решил «Преобразовать хутор Верхнерусский Верхнерусского сельсовета Шпаковского района в село Верхнерусское».
До 16 марта 2020 года село было административным центром упразднённого Верхнерусского сельсовета.

## Население
| 1989 | 2002  | 2010  | 2013  | 2014  | 2021  |
| ---- | ----- | ----- | ----- | ----- | ----- |
| 3026 | ↗4301 | ↗5206 | ↗5276 | ↘5200 | ↗5683 |

По данным переписи 2002 года, 84 % населения — русские.

## Инфраструктура
- Администрация Верхнерусского сельсовета[13]
- Сельский культурный комплекс[14]
- Сельская библиотека. Открыта в 1968 году[15]
- Детский сад № 26[16]
- Средняя общеобразовательная школа № 19[17]
- Завод по переработке и полигон по утилизации твердых бытовых отходов[18]
- Турбаза «Лесное озеро»[19]

## Религия
- Храм святого Тихона Патриарха Московского[20]
- Местная религиозная организация ортодоксального иудаизма «Еврейская община»
- Церковь евангельских христиан-баптистов

## Кладбища
- Общественное открытое кладбище (ул. Батурлина, 230а).
- Общественное открытое кладбище (в 12 км северо-западнее здания администрации Верхнерусского сельсовета)[21].

## Общественные организации
- Еврейская национально-культурная автономия Ставропольского края[22]